# Желтоводье
Желтоводье — деревня в Карачевском районе Брянской области в составе Песоченского сельского поселения.

## География
Находится в восточной части Брянской области на расстоянии приблизительно 16 км по прямой на север от районного центра города Карачев.

## История
Возникла в середине XIX века как выселки. В середине XX века работали лесничество и леспромхоз. В 1866 году здесь (деревня Карачевского уезда Орловской губернии) было учтено 5 дворов.

## Население
Численность населения: 36 человек (1866 год), 46 человека в 2002 году (русские 100 %), 29 в 2010.